# Trigonidomimus ruficeps
Trigonidomimus ruficeps är en insektsart som beskrevs av Lucien Chopard 1956. Trigonidomimus ruficeps ingår i släktet Trigonidomimus och familjen syrsor. Inga underarter finns listade i Catalogue of Life.